# Othresypna albipunctata
Othresypna albipunctata là một loài bướm đêm trong họ Noctuidae.